# Барди (семья)

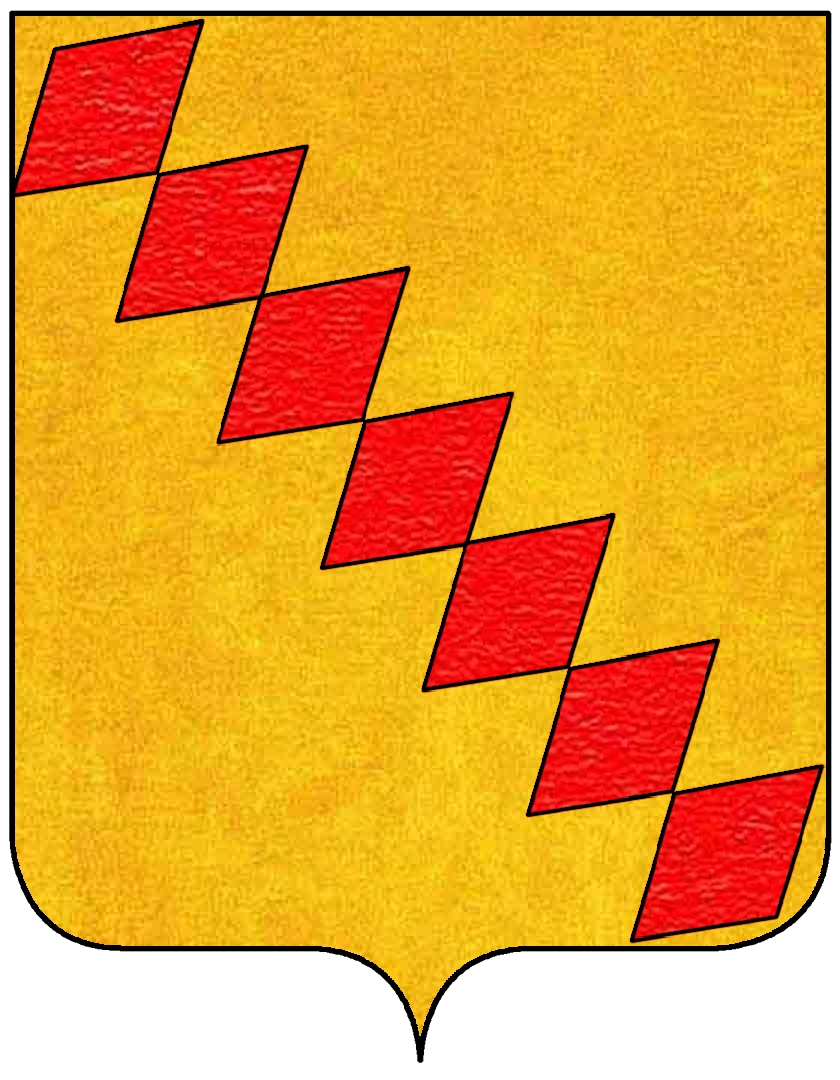
Герб Барди

Ба́рди (Bardi) — старинный род флорентийских банкиров. Барди возглавляли одну из крупнейших в Европе банковско-торговых компаний (с середины XIII в. до середины XIV в.). Они выступали кредиторами пап и королей. На деньги Барди велась Столетняя война. С конца XIII в. Барди принимали участие в политической жизни Флоренции.

## Деятельность
В начале своей деятельности торговый дом Барди занимался покупкой, переработкой и перепродажей иностранного сукна, совмещая это с банковско-ростовщическими операциями. Впоследствии банковские операции вышли на первый план.
Практически все полвека своей активной деятельности дом Барди работал в тесном сотрудничестве с домом Перуцци, занимавшемся тем же самым бизнесом. Будучи полностью самостоятельными компаниями, Барди и Перуцци выступали совместно в особо крупных предприятиях, образовывая подобие картеля.

«Барди и Перуцци торгуют решительно всем, что сулит им хорошую прибыль, решительно всюду, где эта прибыль может быть получена, главным же образом занимаются операциями ростовщического характера, особенно рискованными, но и особенно выгодными».
— Гуковский М. А. Итальянское Возрождение. - Л., 1990
Приобретя репутацию успешных дельцов, Барди и Перуцци привлекают для своих проектов капиталы тысяч мелких предприятий, компаний и частных лиц. При этом привлеченные средства эти не входят в основной капитал компании и на них не распространяется распределение её прибылей — зато Барди и Перуцци своим авторитетом гарантируют стабильный доход по депозитам (в основном порядка 8 % годовых), к которому в особо удачные годы делается некоторая добавка.
О количестве привлеченных средств в капитале компаний можно судить по следующим данным: в 1310 г. основной капитал компании Барди, внесенный её 15 членами (10 из семьи Барди и 5 посторонних), составлял 91 тыс. лир, в то время как депозиты, внесенные только в основную контору фирмы во Флоренции (не считая филиалов), составляли около 26 тыс. лир.
К концу первого десятилетия XIV века операции обоих домов приобретают огромный размах. Барди и Перуцци имеют крупные отделения в Неаполе и других городах Южной Италии, на Сицилии, в Генуе, Венеции и Перудже, на островах Средиземного моря: Майорке, Кипре, Родосе, в европейских торговых и политических центрах: Авиньоне, Лионе, Брюгге, Антверпене, Париже и Лондоне. В числе клиентов банкиров — король Англии, король Неаполя, король Кипра, гроссмейстер Родосского ордена, приближенный папы Иоанна XXII кардинал Наполеоне Орсини.

## Экспансия в Англию
С начала двадцатых годов XIV века в делах Барди и Перуцци особое значение начинают приобретать операции их лондонских филиалов. Король Эдуард II, остро нуждающийся в деньгах для своей личной жизни и государственной деятельности, берет у них взаймы весьма крупные суммы, предоставляя в возмещение депозит таможенных пошлин, королевской десятины, ряда особых налогов, приравнивая их по правам к английским купцам, разрешая вывозить шерсть на особо льготных условиях.
Также в 1317 г. Барди и Перуцци получают в депозит сбор по всей Англии большей части папских доходов. Со всем этим сочетаются ссуды обширному кругу частных лиц, в первую очередь из окружения короля.

«Колоссальные, невиданные ранее в Англии, суммы стекаются со всех концов страны, от всех слоев её населения в кассы жадных, расчетливых и непоколебимых в своей жажде наживы итальянских дельцов. Контора их как гигантский паук сосет кровь из всей Англии, и Англия реагирует на это единодушной народной ненавистью.»
— Гуковский М. А. Итальянское Возрождение. - Л., 1990
В 1326 г. разъяренная толпа лондонцев нападает на контору и магазины Барди и подвергает их разгрому и разграблению. Однако, Барди и Перуцци продолжают свою деятельность в Англии. В следующем 1327 году на престол вступает юный Эдуард III, сразу же начавший войну с Шотландией и усиленную подготовку к войне с Францией и на почве этого находившийся в натянутых отношениях с парламентом. Постоянно нуждаясь в деньгах и не желая обращаться за ними к парламенту, Эдуард III ещё в большей степени, чем его предшественник, прибегает к финансовой помощи Барди и Перуцци, не только передавая им ещё ряд королевских доходов, но и закладывая королевские драгоценности. К началу тридцатых годов Барди и Перуцци окончательно и полностью сосредоточивают в своих руках все государственные и церковные налоги и поборы, становясь как бы министерством финансов Англии. Происходит это настолько полно, что сам король, королева, двор — получают средства на свои личные нужды только из контор флорентийских банкиров по особому, заранее составленному списку.

## Банкротство
В 1340 г. Эдуарду III не удается одним ударом разгромить Францию, война принимает затяжной характер — впоследствии она получила название Столетней. Расходы на её ведение обе стороны — и Англия, и Франция — покрывали за счет займов у Барди и Перуцци.
В том же 1340 г. Флорентийская республика выпустила билеты государственного займа для борьбы с чумой и неурожаем, на которые начислялось 15 % годовых. Это при том, что средняя рентабельность коммерческих предприятий той эпохи составляла 17 %. По бумагам же Барди и Перуцци можно было получить всего 8 % годовых — поэтому их владельцы поспешили от них избавиться, но наличных средств у Барди и Перуцци попросту не было — все «съела» война.
Эдуард III, у которого флорентийцы попытались получить хотя бы часть денег, заявил, что платить по своим обязательствам он не намерен. После заявления короля, фактически объявившего о своем банкротстве, глава компании Перуцци скончался там же, в Лондоне, от сердечного приступа. Попытки получить долги французской короны привели к тому же эффекту — денег флорентийцы не увидели.
В 1340 и 1342 г. Барди делают три безуспешные попытки спастись путём политического переворота во Флоренции.
В 1343 году о своем банкротстве объявляют Перуцци, которые сумели выплатить своим кредиторам 37 % обязательств. Барди держатся ещё три года, а когда в 1346 году и они объявлены банкротами, им удается выплатить ещё больше — 45 %.
Тем не менее, эти банкротства превратились в грандиозную экономическую катастрофу для Флоренции. Банкротство ведущих фирм вызвало разорение ряда более мелких, находившихся под их контролем, десятки тысяч вкладчиков были разорены, вся экономическая система Италии, представляющая в середине XIV века во многих отношениях единое целое, была глубоко поколеблена.
Затем последовал общеевропейский экономический коллапс. Обанкротились папа, Неаполитанское королевство, королевство Кипр, а за ними — почти вся Европа. Джованни Виллани записал в своих хрониках: «Для Флоренции и всего христианского мира потери от разорения Барди и Перуцци были ещё тяжелее, чем от всех войн прошлого. Все, кто имел деньги во Флоренции, их лишились, а за пределами республики повсеместно воцарились голод и страх».